# Piteira (fumo)
Piteira (português brasileiro) ou boquilha (português europeu) é um acessório que consiste de um tubo delgado no qual um cigarro é inserido para ser fumado. Frequentemente feitas de prata, jade ou baquelita (popular no passado, porém substituída atualmente por plásticos modernos), as piteiras eram consideradas uma parte essencial da moda feminina de meados da década de 1910 até o início da década de 1970, e ainda são acessórios populares em diversos aspectos da moda japonesa.

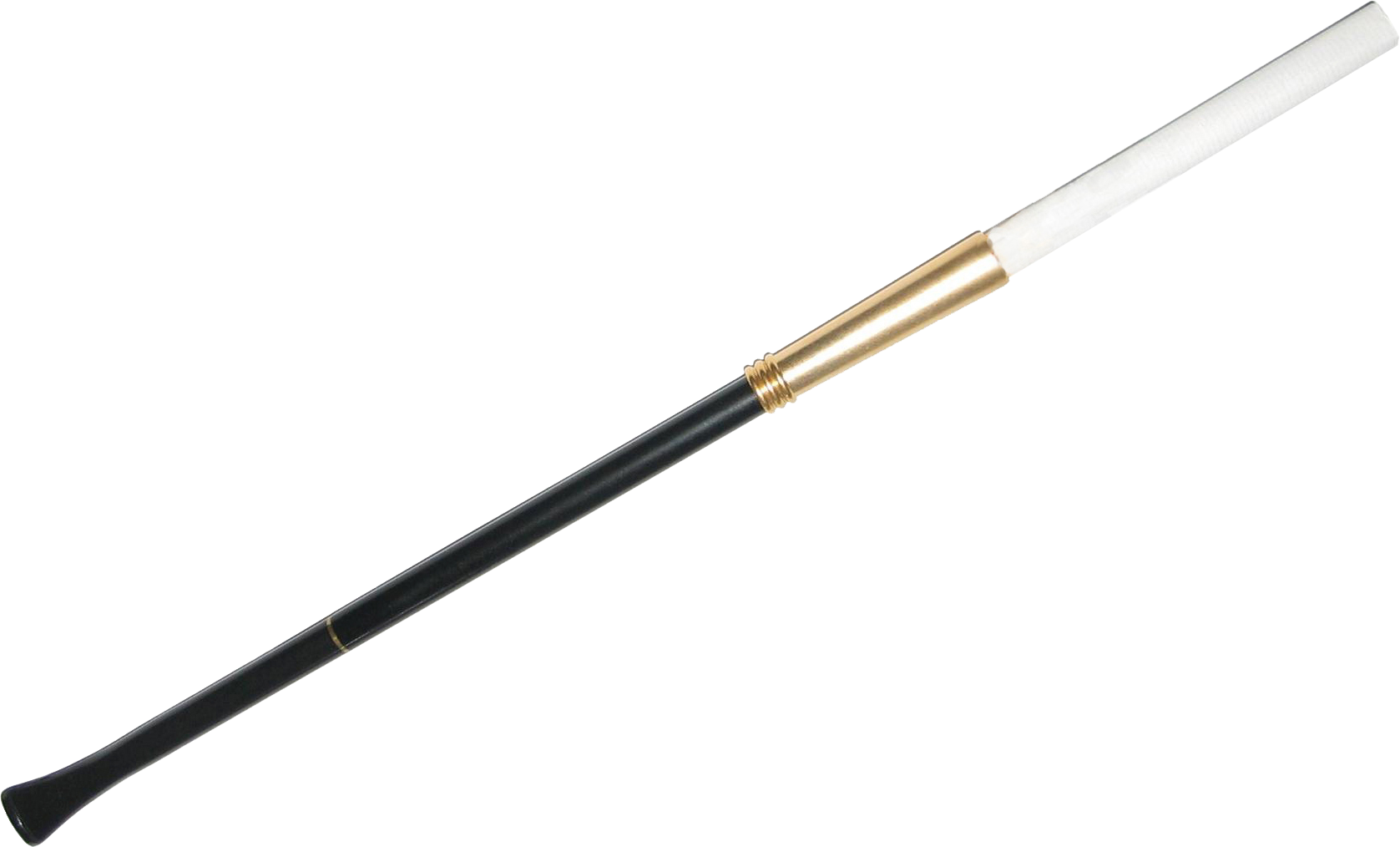
Cigarro em piteira

Piteiras podem variar dos estilos mais simples aos mais ornamentados, com detalhes complexos feitos em metal e pedras preciosas. Exemplos ainda mais raros de piteiras feitas de esmalte, chifre e casca de tartaruga podem ser encontrados, ou de materiais ainda mais preciosos, como o âmbar e o marfim.
A piteira também era usada como um acessório prático; antes do advento dos cigarros com filtro, na década de 1960, a piteira era usada como filtro; embora os cigarros atuais geralmente já contem com o acessório, piteiras com filtro são usadas como um sistema de filtragem secundário, e como forma de prevenir manchas de nicotina nos dedos.
Existe também, as piteiras de papel, ou tips. São bloquinhos de papel cortados em pedaços pequenos para que seja enrolados e utilizados como piteira em cigarros artesanais. No Brasil há diversas marcas que disponibilizam este tipo de produto:Black Trunk, Bem Bolado, Hippie Bong e OrC Brasil (vidro e silicone)  e muitas outras.
As piteiras são instrumentos incentivados pela redução de danos quanto ao uso de drogas fumígenas, pois evitam que o fumo caia do cigarro e resfriam parcialmente a fumaça, diminuindo, por exemplo, as manchas de nicotina nos dedos e na boca.